# Aeroportul Laucala
Aeroportul Laucala (IATA: LUC, ICAO: NFNH) este un aeroport din Fiji ce deservește zona Laucala⁠(d). A fost numit după zona deservită.
Situat la o altitudine de 4 m, aeroportul dispune de o singură pistă.